# Colette Baudoche
Colette Baudoche, subtitulada «histoire d'une jeune fille de Metz», es una novela de Maurice Barrès publicada en 1909.

## Descripción
La trama de la novela, escrita por Maurice Barrès, se desarrolla en Lorena tras la guerra franco-prusiana de 1870 y narra la relación que se establece lentamente entre una joven francesa y un profesor alemán. En 1994 se estrenó un cortometraje basado en la obra, titulado Lothringen!, de Jean-Marie Straub y Danièle Huillet. La novela había sido también adaptada al teatro en 1915 por el escritor y dramaturgo Pierre Frondaie.